# Хильдегрим
Хильдегрим (Хильдегрим I или Хильдегорим Старший; лат. Hildegrimus; 750-е—19 июня 827) — епископ Шалона (802—827) и, возможно, Хальберштадта (под именем Хильдегрим I; 804/814—827), а также настоятель Верденского аббатства (809—827). Святой (день памяти — 19 июня).

## Биография

### Исторические источники
Хильдегрим известен из нескольких средневековых исторических источников. Наиболее ранний из них — написанное в первой половине IX века епископом Альтфридом Мюнстерским «Житие святого Людгера». Это наиболее достоверное сочинение из всех нарративных источников об этой персоне. О Хильдегриме сообщается и в трудах историков XI—XIII веков: «Хронике» Титмара Мерзебургского, «Кведлинбургских анналах», хронике Саксонского анналиста и «Деяниях хальберштадских епископов». Также сохранились несколько хартий, в которых упоминается о деятельности Хильдегрима. Однако значительная часть этих источников содержит малодостоверные сведения, так как те основаны, в основном, на церковных преданиях о временах христианизации Саксонии.

### Ранние годы
В сочинениях средневековых авторов сообщается, что Хильдегрим был младшим братом Людгера. Оба они были выходцами из знатной фризской семьи: их отцом был граф Тиатгрим, а матерью Лиафбурга, дочь графа Нотарда. Сестрой Хильдегрима была Герибурга, а племянниками Герфрид Мюнстерский, Тиатгрим Хальберштадский и несколько других церковных деятелей IX века. Родившийся в 750-х годах Хильдегрим обучение семи свободным искусствам начал под руководством своего брата Людгера, продолжил вместе с ним в церковной школе в Утрехт, организованной при местном кафедральном соборе епископом Григорием, а закончил в Йорке под наставничеством Алкуина.
В 784—787 годах Хильдегрим сопровождал Людгера в паломничестве по святым местам Италии. В том числе, братья посетили семь паломнических церквей в Риме и два с половиной года жили в аббатстве Монтекассино. Здесь Хильдегрим познакомился с местным уставом и стал его рьяным последователем. Уже после своего возвращения во Франкское государство Хильдегрим решил принять постриг. Когда это точно произошло, неизвестно, но в документе от 22 марта 793 года Хильдегрим уже упоминался как диакон, а в хартии от 29 июня 796 года — и как священник.

### Епископ Шалона
В 802 году Хильдегрим был рукоположён в главы Шалонской епархии, став здесь преемником Бово I. В церковных преданиях упоминается об особом почтении, которое Хильдегрим питал к святому Стефану Первомученнику. Вероятно именно ко временам Хильдегрима можно отнести установление почитание этого святого как небесного покровителя города Шалон-ан-Шампань. Несмотря на продолжительное управление Хильдегримом Шалонской епархией, каких-либо других сведений о его деятельности в этой должности не сохранилось.
В 809 году после смерти своего брата Людгера Хильдегрим получил сан настоятеля Верденского и Хельмштедтского аббатств. Смерть Людгера датируется 26 марта того года, а хартия императора Карла Великого о назначении Хильдегрима аббатом — 26 апреля. Средневековые авторы сообщали, что монарх сомневался в необходимости передачи Хильдегриму этих монастырей, и дал согласие на возведение епископа Шалона в сан аббата только после консультаций с папой римским Львом III. Возможно, Карл Великий опасался, что в этом случае Хильдегрим будет значительно меньше времени уделять делам Шалонской епархии. Предполагается, что сомнения императора не были беспочвенны, так как впоследствии Хильдегрим всю свою деятельность посвящал только заботам о Верденском монастыре и распространении христианской веры в Саксонии. Тем не менее, Хильдегрим продолжал оставаться епископом Шалона вплоть до своей смерти.
По повелению Хильдегрима в Вердене была построена часовня с полукруглой апсидой, при участии архиепископа Кёльна Хильдебольда освящённая в честь святого Стефана. Сохранилось около полутора десятков дарственных хартий, данных Верденскому аббатству при Хильдегриме. Благотворителями обители были как знатные саксы, так и франкские монархи, Карл Великий и Людовик I Благочестивый. Эти юридические акты позднее не раз подтверждались германскими королями (например, в 898 году Цвентибольдом).

### Епископ Хальберштадта
Согласно церковной традиции, Хильдегрим был первым епископом Хальберштадта, посвящённым в сан в 804 году. Однако этот факт вызывает сомнение, так как утверждение о столь раннем существовании здесь епархии основывается только на двух средневековых хартиях, многими современными историками считающимися позднейшими фальсификациями. Возможно, мнение о Хильдегриме как о епископе Хальберштадта уже в столь раннее время возникло из-за его активного участия в христианизации местного населения в период Саксонских войн. Скорее всего, в конце VIII — начале IX века Хильдегрим был только ректором, на которого была возложена обязанность вести окормление живших здесь саксов.
В «Кведлинбургских анналах» и хронике Саксонского анналиста сообщается, что в 781 году в Остервике была построена христианская церковь Святого Стефана. В анналах строительство храма связывается с деятельностью короля франков Карла Великого и «епископа Хильдегрима». Однако утверждение об участии в этом событии Хильдегрима ошибочно, так как в то время тот не был ещё даже клириком. Возможно, что воздвигнутая в Остервике по инициативе Хильдегрима церковь была построена значительно позднее, уже после того как в 790-х годах было окончательно подавлено восстание саксов.
Первые достоверные свидетельства о пребывании Хильдегрима в Саксонии относятся к 792—798 годах. Вероятно, что Хильдегрим не жил постоянно в Саксонии, так как документы 793 и 796 года свидетельствуют о его пребывании в то время во Фризии. Предания связывают с именем Хильдегрима основание в Саксонии посвящённых святому Стефану Первомученику тридцати пяти приходских церквей (в том числе, в Хельмштедте, Кальбе и Магдебурге). Однако археологическими исследованиями существование большинства этих храмов в начале IX века пока не подтверждается. Предполагается, что ко временам Хильдегрима могут относиться только церкви в Остервике, Хальберштадте и Хильдесхайме. Тем не менее, возможно, именно Хильдегрим привёз в Саксонию реликвии святого Стефана, что положило начало распространению здесь культа этого святого.
Построенная по инициативе Хильдегрима в Остервике церковь стала первым кафедральным храмом новой епархии, созданной в Саксонии по повелению императора Людовика I Благочестивого в 814 году. Первоначально резиденция главы новой епархии находилась в Остервике, но в 818 году она была перенесена в Хальберштадт. Скорее всего, тогда же были установлены и границы епархии, пролегавшие по рекам Эльбе, Зале, Унструту и Океру вплоть до Гарца и Мильды. Вероятно, что именно к 814 году должны относиться и первые сведения о существовании на этой территории церковной иерархии. Согласно церковной традиции, её возглавил Хильдегрим, однако ни в одном современном ему документе он как епископ Хальберштадта не упоминается. Первой же персоной, названной в достоверных источниках епископом Хальберштадта, был Тиатгрим, управлявший этой епархией уже после смерти Хильдегрима.
Хильдегрим скончался 19 июня 827 года в неизвестном месте. Согласно написанному им ранее завещанию, он был похоронен в крипте главной церкви Верденского аббатства рядом с могилой Людгера. По церковным преданиям, Хильдегрим был похоронен по правую руку от своего брата в знак уважения к его заслугам в деле распространения христианства в Саксонии. Сохранилась эпитафия, написанная на смерть Хильдегрима. Также поэт Валафрид Страбон посвятил два своих стихотворения этому епископу, упомянув в них о строительстве по поручению Хильдегрима церквей.
После смерти Хильдегрима находившиеся в его власти церковные владения были распределены между разными персонами: епископом Шалона был избран Адалельм, а епископом Хальберштадта — племянник Хильдегрима Тиатгрим. Ещё один его племянник, Герфрид, стал новым аббатом Верденского монастыря. Известно, что этой обителью после смерти Людгера почти 80 лет управляли его родственники, получившие у историков прозвание «Людгериды». Так, один из них, Хильдегрим II, в 877 году был инициатором перехода Верденского аббатства под непосредственный контроль короля Восточно-Франкского государства Людовика III Младшего.
Позднее Хильдегрим был причислен к лику святых и в настоящее время почитается как в Католической, так и в Православной церквях. Его поминают 19 июня, в день его смерти.